# Bacchisa bimaculata
Bacchisa bimaculata es una especie de escarabajo longicornio del género Bacchisa, tribu Astathini, subfamilia Lamiinae. Fue descrita científicamente por Pascoe en 1867.

## Descripción
Mide 9 milímetros de longitud.

## Distribución
Se distribuye por Indonesia.